# Caloscordum
Caloscordum é um género botânico pertencente à família alliaceae.